# Sztaraja Kulatka-i járás

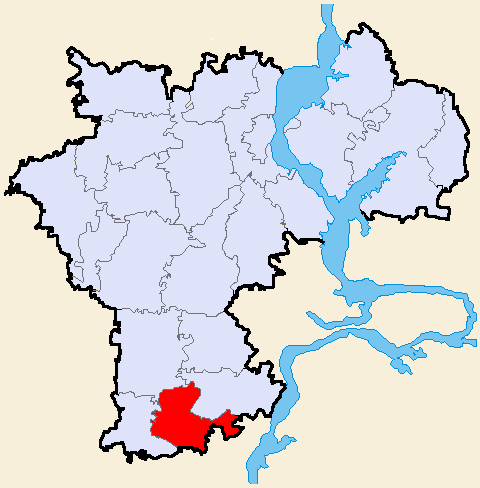
A Sztaraja Kulatka-i járás az Uljanovszki területen

A Sztaraja Kulatka-i járás (oroszul Старокулаткинский район) Oroszország egyik járása az Uljanovszki területen. Székhelye Sztaraja Kulatka.

## Népesség
- 2002-ben lakosságának 95%-a tatár, 2%-a orosz, 1%-a csuvas, 0,8%-a mordvin.
- 2010-ben 14 731 lakosa volt.